# Синьопръстенни октоподи
Синьопръстенните октоподи (Hapalochlaena) или още познат, като „Синята смърт“ са род октоподи срещащи се в Тихия и Индийския океан, от Япония до Австралия, най-вече около южната част на Нов Южен Уелс и Южна Австралия. Те са признати за едни от най-отровните морски животни на света. Въпреки малкия си размер (12-20 cm) и относително кротък характер, те може да се окажат опасни за хората. Могат да бъдат разпознати,когато биват раздразнени те променят окрасата си в характерни сини и черни пръстени (около 50-60 на брой) и жълтеникава кожа. Когато октоподът е притеснен, кафеникавите петна по тялото му потъмняват драстично, а пръстените му започват да пулсират. През деня животното прекарва времето си до скалите. Ловува малки скариди, раци и рибки, и ако бъде провокиран, при самозащита хапе нападателите, включително и хората. Има човка, която може да пробие плътта на човек. Неговата отрова е тетродотоксин. Тя е 10 000 пъти по-силна от цианид. Не съществува противоотрова. Октоподът може да убие възрастен човек за 90 минути, заради задушаващата му захапка. Въпреки малкия си размер, синьопръстенният октопод има достатъчно отрова, за да убие 30 души.
Родът е описан за пръв път от британския зоолог Guy Coburn Robson през 1929 г. и включва следните видове:
- Hapalochlaena fasciata (William E. Hoyle, 1886)
- Hapalochlaena lunulata (Quoy et Gaimard, 1832)
- Hapalochlaena maculosa (William E. Hoyle, 1883)
- Hapalochlaena nierstraszi (Adam, 1938)